# Symphonicum
Symphonicum – dziewiąta autorska płyta Krzysztofa Herdzina, wydana w 2010 roku przez Universal Music Polska. Zawiera współczesne orkiestrowe kompozycje lidera, inspirowane twórczością Maurice’a Ravela, Grażyny Bacewicz, Siergieja Prokofjewa, czy też Dmitrija Szostakowicza. Płyta była nominowana do nagrody Fryderyk 2011 w kategorii Album Roku Muzyka Współczesna.

## Lista utworów
1. „Hymn o św. Albercie Chmielowskim” – 5:27
2. „Concertino for piano and orchestra, I part” – 3:50
3. „Concertino for piano and orchestra, II part” – 6:25
4. „Concertino for piano and orchestra, III part” – 5:15
5. „Narrations (Narracje) for alto sax and orchestra” – 18:37
6. „Winter Sketches: „Snowflakes” (Szkice zimowe: „Śnieżynki”) – 7:26
7. „Winter Sketches: „Penguins Circus” (Szkice zimowe: „Cyrk pingwinów”) – 4:01
8. „Consolation for tenor sax and orchestra” – 7:38
9. „Hopin’ For Somethin’ for tenor sax and orchestra” – 5:32

## Wykonawcy
- Waldemar Malicki – fortepian
- Jerzy Główczewski – saksofon altowy
- Jacek Kotlarski – śpiew
- Sinfonia Varsovia pod batutą Krzysztofa Herdzina